# História de Ghanem, o Escravo do Amor
História de Ghanem, o Escravo do Amor é um conto cheio de surpresas e reviravoltas de As Mil e Uma Noites. Inclui duas sub-histórias logo no começo, dos negros eunucos sudaneses.

## História principal
Um rico comerciante chamado Ayub tinha um filho chamado Ghanem (ou Ganem, ou Ganim), que acabou ficando conhecido como El-Molim El-Massloub, O Escravo do Amor, e uma filha chamada Fetnah. Quando ele morreu, deixou uma carga de mercadorias valiosas que pretendia vender em Bagdá. Ghanem decidiu realizar o plano paterno e seguiu até lá.
Uma noite em Bagdá, voltando de um funeral fora da cidade, encontrando seus portões já fechados, precisou se abrigar num mausoléu. Lá flagrou, escondido no alto de uma palmeira, três escravos eunucos negros enterrando uma caixa misteriosa. Quando os escravos se afastaram, Ghanem desenterrou e abriu a caixa, e lá deparou com uma jovem entorpecida por uma substância, que havia sido enterrada viva.
Levou-a para casa e, embora se apaixonassem e se entregassem a diversas carícias e jogos amorosos, a moça não permitia que tivessem relações sexuais. Uma noite, quando ele tentou forçar a barra, ela revelou ser Kut al-Kulub (ou Qut Alqulub, “força dos corações”), a concubina favorita do sultão Harum al-Rashid. Dali em diante, Ghanem passou a tratá-la com o máximo de respeito.
A esposa do sultão, Zobeida, enciumada, havia tentado se livrar da rival dopando-a, encerrando-a numa caixa e ordenando que os três escravos a enterrassem. Mas o sultão acabou descobrindo o paradeiro da sua favorita, e Ghanem teve de fugir e acabou caindo na extrema miséria. Sua mãe e irmã, alvos da ira do califa, também caíram na miséria. Kut al-Kulub foi encerrada numa câmara obscura sob a guarda de uma velha. Um dia o califa a ouviu falando sozinha, acusando-o de ter cometido uma injustiça. Mandou chamá-la e, convencido de que Ghanem jamais atentara contra a honra da moça, permitiu que ela fizesse diligências para localizá-lo e viesse a se casar com ele. No final feliz, todos se reencontram, Ghanem casa-se com Kut al-Kulub e o califa casa-se com a irmã de Ghanem.

## História do do primeiro escravo eunuco negro
O primeiro negro deflorou a filha de seu proprietário, junto com quem foi criado, e como castigo foi castrado e se tornou eunuco da moça, quando esta se casou. Na tradução de Jarouche baseada em manuscritos mais antigos, a história é outra: o escravo troca uma panela de uma iguaria sofisticada, com que o irmão do seu patrão procurava conquistar uma mulher, por um reles prato de lentilhas com cebolas, provocando uma situação tragicômica.

## História do segundo escravo eunuco negro
O segundo negro tinha o mau hábito de pregar uma mentira uma vez por ano. Não uma mentirinha qualquer, mas uma mentira destrutiva, como anunciar à esposa a morte de seu marido, e ao marido a morte de sua esposa, sem que ninguém tivesse morrido, causando assim graves danos.